# Johann Helwig Sinold genannt Schütz
Johann Helwig Sinold genannt Schütz (* 25. Juni 1623 in Gießen; † 30. Juli 1677 in Celle) war Kanzler des Herzogs Georg Wilhelm von Braunschweig-Lüneburg. Er war ab 1668 Mitglied der Fruchtbringenden Gesellschaft unter dem Namen der Gezeichnete.

## Herkunft
Er entstammte einer hessischen Ministerialenfamilie, die 1644 in den erblichen Adelsstand erhoben wurde. Seine Eltern waren Justus Sinold genannt Schütz und dessen Ehefrau Anna Margarethe geb. Vietor (1601–1670). Sein Vater war Geheimer Rat und Kanzler bei der Regierung der Landgrafschaft Hessen-Darmstadt und der Universität Gießen.

## Leben
Noch ehe er eine Universität besucht hatte, begleitete er seinen Vater bereits auf den Regensburger Reichstag von 1641. Nach seinen akademischen Studien folgte er dem Vater bei dessen Missionen zur Verhandlung des Westfälischen Friedens. Er begleitete den jungen Landgrafen Ludwig VI. von Hessen-Darmstadt auf dessen Kavalierstour durch Deutschland, Italien, Dänemark und Schweden und vollendete so auch seine eigene Ausbildung.
Wie sein Vater unterrichtete er dann Staatsrecht an der Universität Gießen. Sein Hauptwerk sind die nach seinem Tode publizierten „Ad ius publicum et feudalia placita praelectiones“ (Frankfurt und Gießen, 1694). Wie sein Vater war er dabei zugleich als Hessen-Darmstädter Regierungsrat und in den 1650er Jahren auch hessischer Amtmann in Königsberg. Kaiser Ferdinand III. berief ihn 1655 in den Reichshofrat, und Kaiser Leopold I. erneuerte 1658 diese Bestallung. Beide trugen ihm daneben wichtige diplomatische Missionen auf: so wurde er 1658 an den brandenburgischen Hof gesandt, um den Artikel der Wahlcapitulation, der dem Kaiser die Einmischung in den spanisch-französischen Krieg verbot, rückgängig zu machen.
Auch von protestantischer Seite ist bezeugt, dass er sich als evangelischer Reichshofrat der Interessen seiner Glaubensgenossen unbeirrt annahm. Diese „guten Qualitäten und von vielen Jahren her akquirierte Erfahrenheit in öffentlichen Angelegenheit“ empfahlen ihn dem Herzog Georg Wilhelm von Braunschweig-Lüneburg. Bereits 1661 wurde im dortigen Geheimen Ratskollegium die Berufung Schützens beschlossen, und er blieb seitdem Vertrauensmann des Herzogs bei den Unterhandlungen mit dem Wiener Hof. Außerdem war er durch seine Frau Anna Barbara, geborene Fabricius, dem damaligen Agenten des Herzogs am Wiener Hof Weipart Ludwig von Fabrice verschwägert; dieser hatte seine Laufbahn ebenfalls als Professor der Rechte in Gießen begonnen und sie als erster Präsident des 1711 eröffneten Oberappellationsgerichts in Celle beschlossen. Als 1669 drei der vornehmsten Minister starben, erneuerte Georg Wilhelm, der inzwischen die Regierung in Celle übernommen hatte, seinen Ruf an Sinold und verbesserte dabei sein Angebot mit dem Titel eines Kanzlers und dem zweiten Rang in seinem Geheimen Ratskollegium. Im Juni 1670 folgte Sinold diesem Ruf und wurde bald der maßgebende Leiter der cellischen Politik im Kampf der Bestrebungen, die am Hofe Georg Wilhelms miteinander rangen: chevalereske Leichtfertigkeit und heroische Affekte, französische Glücksritter und deutsche Patrioten, ein selbstsüchtig rechnender Bruder und eine ehrgeizige Maitresse wetteiferten um die Gunst des Fürsten.
Gab das patriotische Pathos des Grafen Waldeck des Fürsten Seele Schwung in großen Momenten, so fand er doch zugleich Gefallen an der Gesellschaft französischer Abenteurer und Agenten; für seinen Bruder Ernst August aber, Bischof von Osnabrück, dem er herzlich zugetan war, blieb die Versorgung seiner zahlreichen Familie der oberste Gesichtspunkt. Die Geliebte des Fürsten, Eleonore d’Olbreuse, die als „Frau von Harburg“ am Hofe waltete, hatte es auf den Stand einer ebenbürtigen Gattin abgesehen. In diesem Wettstreit gab der kaiserlich gesinnte Kanzler der antifranzösischen Partei die Oberhand, und als Ludwig XIV. den Holländischen Krieg begann, zog Georg Wilhelm mit Ernst August auf den Elsasser Kriegsschauplatz, wohnte mit ihm der Schlacht an der Konzer Brücke bei und nahm dann Anteil an der Vertreibung der mit Frankreich alliierten Schweden aus dem deutschen Reich. Dass Sinold den Herzog auf dieser Linie festhielt, gelang ihm auch dadurch, dass er den persönlichen Ehrgeiz der Frau von Harburg mit den Interessen der Reichspolitik verknüpfen konnte. Ihrem Streben nach Standeserhöhung stand der Einfluss Ernst Augusts im Wege, dem gegenüber sich Georg Wilhelm durch Brief und Siegel zu steter Ehelosigkeit verpflichtet hatte, um ihm die Nachfolge im Herzogtum zu sichern. Die Geliebte und der Kanzler fassten daher die Legitimierung der Tochter ins Auge, die Frau von Harburg dem Herzog geboren hatte, denn mit dem Kind musste dann auch die Mutter im Rang steigen. Zur Legitimierung bedurfte es aber der Einwilligung des Kaisers, den der Blick auf die spanische Erbschaft in steter Spannung mit Frankreich hielt und der seine Zustimmung nicht versagen konnte, wenn Georg Wilhelm fest gegen Frankreich hielt. So wurde 1674 ein kaiserliches Patent erwirkt, welches Eleonore und ihre Tochter Sophie Dorothee zu Reichsgräfinnen erhob und der Tochter, sollte sie sich in ein altfürstliches Haus vermählen, Titel und Wappen einer geborenen Herzogin von Braunschweig-Lüneburg zuerkannte. Ernst August konnte darauf nicht umhin, Eleonore zwar nicht als Herzogin, aber als rechtmäßige Gattin seines Bruders anzuerkennen. Dass sie aber, nachdem ihre Tochter durch Verlobung mit dem Erbprinzen von Wolfenbüttel den Fürstenrang gewonnen hatte, in Gegenwart des Herzogs von Wolfenbüttel und des Kanzlers Sinold dem Bruder auch kirchlich angetraut und vom kaiserlichen Gesandten in Celle als Herzogin anerkannt wurde, hatte einen Bruch der Brüder zur Folge. Die Briefe und Memoiren der Herzogin Sophie, Gemahlin Ernst Augusts, verfolgen daher den Kanzler Sinold mit ebenso gehässiger Nachrede wie die zur Herzogin emporgestiegene Eleonore.
Sinolds letzte politische Aktion war der Kampf gegen die vom Hause Braunschweig schon lange angefochtene Präeminenz der Kurfürsten, den er beim Frieden von Nimwegen begann. Er forderte für die Gesandten der fürstlichen Häuser gleiches Recht und Zeremoniell wie für die kurfürstlichen Botschafter. Der Widerstand, den er dabei fand, bereitete einen Schwenk des Herzogs vom kaiserlichen ins französische Lager vor. Sinold selbst erlebte die entscheidende Wendung nicht mehr, da er am 30. Juli 1677 starb.

### Werke
- Ad ius publicum et feudalia placita praelectiones academicae, 1694, (Postum), Digitalisat

## Familie
Er heiratete am 14. Oktober 1644 Anna Magarethe Gerlach († 31. August 1645), eine Tochter des Geheimen Rates Helferich Gerlach (1597–1662). Das Paar hatte eine Tochter:
- Jeannette Lucie (* 31. Juli 1645; † 1706) ⚭ Andreas Gottlieb von Bernstorff (* 2. März 1649; † 6. Juli 1726), Geheimer Rat

Er heiratete am 29. September 1651 Anna Barbara von Fabricius (1634–1693), eine Tochter des Kanzlers Philipp Ludwig Fabricius. Das Paar hatte mehrere Kinder:
- Salentin Justus Nikolaus (1652–1681), Gesandter in Den'Haag[3]
- Ludwig Justus (um 1655–1710), Gesandter am Hof Wilhelm’s III. von Oranien, ⚭ Anne (Jeanne) de Lescours († 1738)[4]
- Philipp Balthasar (* 5. Mai 1657 Königsberg bei Gießen; † 6. März 1742 Laubach), Geheimer Rat, Schriftsteller

Sein Enkel Georg Wilhelm Helwig (* 1683; † 16. Juni 1740), Sohn von Ludwig Justus, wurde kurfürstlich hannoverischer Gesandter am Hof der Königin Anna von England.